# Розрахункова операція
Розрахункова операція - операція, що передбачає рух коштів між контрагентами, в широкому сенсі - передача цінності або еквівалента цінності між зацікавленими сторонами. Операція може супроводжуватись документом (документами) відповідної форми та змісту, що підтверджує факт операції. Одна або обидві сторони (контрагенти) можуть вести облік розрахункових операцій згідно власних потреб або вимог законодавства.

## Визначення в законодавстві України
Розрахункова операція - приймання від покупця готівкових коштів, платіжних карток, платіжних чеків, жетонів тощо за місцем реалізації товарів (послуг), видача готівкових коштів за повернутий покупцем товар (ненадану послугу), а у разі застосування банківської платіжної картки - оформлення відповідного розрахункового документа щодо оплати в безготівковій формі товару (послуги) банком покупця або, у разі повернення товару (відмови від послуги), оформлення розрахункових документів щодо перерахування коштів у банк покупця.

## Дивись також
- Авізо
- Реєстратор розрахункових операцій
- Розрахунковий документ
- Розрахунковий ризик